# くにさき七島藺表
くにさき七島藺表（くにさきしちとういおもて）は、七島藺（シチトウ）を原材料として大分県国東市で生産される畳表である。2016年（平成28年）12月7日に地理的表示に登録されている。

## 概要
七島藺で作った畳表は、藺草（イグサ）のものの5-6倍の強度を持ち、かつては柔道場の畳や劇場の桟敷などで用いられていた。しかし、高度成長期以降に需要が減少し、現在では大分県の国東半島にある国東市及び杵築市が七島藺の日本で唯一の産地となっている。七島藺で作った畳表は、希少価値もあって、国産の藺草で作った畳表の数倍の価格で取引されている。
国東市の七島藺産地は、2011年度（平成23年度）に「国東地域七島い圃」として文化庁のふるさと文化財の森に設定されている。

## 歴史
七島藺は、江戸時代の1660年頃から豊後国（現在の大分県）の府内藩、日出藩、杵築藩で栽培が行われており、以来、昭和に至るまで特産品として全国に販売されていた。ピーク時の生産量は500万畳を超え、日本一であった。
しかし、栽培のしやすさや織機による自動化のために、畳表の原材料は七島藺から藺草に移行した上、生活環境の変化から畳自体の需要も減少し、七島藺表の生産は衰退。現在では、国東市及び杵築市で約10戸が合計約1ヘクタールを生産するのみとなり、七島藺表の生産量も年間3,000枚弱にとどまっている。
近年、七島藺表の畳は琉球畳として再び注目を浴びるようになり、消費者の間での自然志向や本物志向の高まりや、中国産琉球畳表への不信もあって、需要は大幅に増加している。しかし、生産者の高齢化や機械化の遅れなどにより、十分に対応できていないのが現状である。